# Незнайко в Сонячному місті
«Незнайко в Сонячному місті» (рос. Незнайка в Солнечном городе) — дитячий утопічний науково-фантастичний роман М. М. Носова про пригоди Незнайка, продовження казкової книжки «Пригоди Незнайка і його товаришів». Опублікована в 1958 році — спочатку в журналі «Юность»; у тому ж році вийшла окремим виданням (видавництво «Детгиз»).
У 1977 році за мотивами книжки вийшов однойменний ляльковий мультфільм, створений творчим об'єднанням «Екран».
Український переклад Федора Маківчука вийшов друком у 1978 році у видавництві «Веселка».

## Персонажі
У розповіді беруть участь герої попередньої книги: мешканці Квіткового міста (Незнайко, Знайко, Пончик, Гвинтик і Шпунтик). Окрім того, у цій частині трилогії з'являється багато нових персонажів — мешканців Сонячного міста.
Незнайко — головний герой книжки. Реєструючись у готелі «Мальвазія», записався як «Незнай Незнайович Незнаєнко»

Кнопочка (рос. Кнопочка) — малючка з Квіткового міста, супутниця Незнайка в його подорожі до Сонячного міста. З Незнайком подружилася завдяки захопленню обох казками. Уперше Кнопочку згадано у «Пригодах Незнайка і його товаришів»: як одну з двох малючок, до яких чіплявся Незнайко під час підготовки до польоту на повітряній кулі. Приводом послуговало те, що його приятель Гунько подружився з Кнопочкою та її подругою Мушкою. Справа закінчилася бійкою Гунька з Незнайком і їхньою тимчасовою сваркою.

Бруднуля Пістрявенький (рос. Пачкуля Пестренький) — коротулька з Квіткового міста, разом з Незнайком і Кнопочкою здійснив подорож до Сонячного міста на автомобілі. У нього було два правила: «ніколи не вмиватись і нічому не дивуватися». Втім, іноді таки він мусив умиватися, але, оскільки мав властивість швидко забруднюватись, невдовзі його обличчя покривалося крапочками, плямочками й смужками, ставало якимсь перістим. Первісно його звали просто Бруднулею, але після того як мандрівник Циркуль назвав його «пістрявеньким», він отримав подвійне ім'я. Реєструючись у готелі, записався як «Іноземець Бруднуале Пістряніні» (рос. Пачкуале Пестрени — очевидно, алюзія на італійське ім'я «Паскуале», «Пасхалій»).

Чарівник (рос. Волшебник) — єдиний персонаж повісті, який робить її чарівною казкою. За три добрих вчинки подарував Незнайку чарівну паличку, що виконувала будь-які побажання. Втручання Чарівника виявилося необхідним для щасливого розв'язання проблеми вітрогонів у Сонячному місті.

Совість Незнайка — абстрактний, безтілесний персонаж, її докори ночами відчуває Незнайко.

## Сюжет
Незнайко захоплюється чарівними казками. Він старається робити добрі вчинки, сподіваючись, що якийсь добрий чарівник нагородить його за це. Довго йому не вдається зробити хоча б один добрий вчинок некорисливо (тобто не пам'ятаючи, навіщо він почав його робити), або псує справу якимсь негарним вчинком. Нарешті, Незнайкова мрія здійснюється: за добрі діла він отримує від Чарівника чарівну паличку, яка здатна виконувати будь-які побажання. Незнайко, побачивши вдосконалений автомобіль Гвинтика і Шпунтика на газованій воді «з підігрівом», бажає собі такий же. Взявши з собою малючку Кнопочку і малюка Бруднулю Пістрявенького, він вирушає в автомобільну подорож.
Зупинившись на перехресті, мандрівники читають напис на покажчику — «Сонячне місто». Заінтриговані незвичайною назвою, вони вирішують побувати там. Вже під'їжджаючи до міста, вони бачать ознаки високорозвиненої технологічної культури (автоматичні комбайни на полях, відеоспостереження за технікою). Прибувши нарешті до мети подорожі, Незнайко, Кнопочка і Бруднуля Пістрявенький зупиняються у готелі «Мальвазія». Але ще на шляху до готелю стається подія, що надалі спричиняє багато халеп: Незнайко, посварившись з одним з перехожих (Листочком), перетворює його паличкою на осла.
Дізнавшись з газет про зникнення Листочка, Незнайко мучається докорами Совісті. Щоб виправити свій проступок, він шукає віслюка, приходить у зоопарк і перетворює на коротульок трьох простих ослів з кличками Брикун, Калігула і Пегасик. Потім Незнайко потрапляє у відділ міліції за хуліганську поведінку, звідки йому вдається втекти — за допомогою тієї ж чарівної палички. Черговий міліціонер Свистунчик при цьому отримує струс мозку і тимчасову втрату пам'яті, лежить у лікарні.
Протягом перебування у місті мандрівники знайомляться з його культурою — відвідують високотехнологічні підприємства, проводять час у Сонячному парку, де було п'ять спеціалізованих містечок (Спортивне, Водяне, Шахове, Веселе і Театральне). Про технічний прогрес Сонячного міста вони дізнаються від архітектора Кубика, інженера Клепки, художнього дизайнера Ниточки і робітника Карасика. Разом з Клепкою вони підіймаються в повітря на його літаючому автомобілі й нарешті дізнаються, чому місто назване «Сонячним» — кожен будинок у ньому має сонячну батарею на даху, що не тільки повністю задовольняє потреби мешканців, але й уможливлює передавати надлишки енергії до промислової електромережі.
Тим часом у місті частішають випадки асоціальної поведінки, росте число хуліганів (так званих «вітрогонів»), існування яких, здавалося, вже стало надбанням історії міста. Сонячноміський професор Кузька висуває теорію, що причиною тому є осли в образі коротульок. Прочитавши статтю професора в газеті, Незнайко намагається виправити становище, але губить свою паличку. У безнадійній ситуації у місті з'являється Чарівник і магією повертає все на свої місця: Брикун, Калігула і Пегасик знову стають ослами, Листочок (який, ставши ослом, весь цей час працював у цирку) — коротулькою, а вітрогони з розбещених мешканців міста перевиховуються. Під час «свята сонячних братів» Незнайко, Кнопочка і Бруднуля Пістрявенький залишають Сонячне місто і на запрограмованому Чарівником безпілотному автомобілі повертаються додому. Приїхавши у Квіткове місто, вони міняються різнокольоровими рукавичками і стають сонячними братиками і сестричкою.

## Розділи твору
Книга «Незнайко в Сонячному місті» складається з 2 частин та 33 розділів (16 у першій частині та 17 у другій):
| 1 частина | 2 частина |
| --- | --- |
| 1. Незнайко мріє 2. Як Незнайко робив добрі вчинки 3. Незнайкова мрія здійснюється 4. Незнайко й Кнопочка зустрічаються з Бруднулею Пістрявеньким 5. Як Незнайко, Кнопочка й Бруднуля Пістрявенький поїхали мандрувати 6. Пригоди починаються 7. Мандрівка триває 8. Циркулина й Планетарка 9. Радіолярія 10. Як Незнайко, Кнопочка й Пістрявенький прибули до Сонячного міста 11. Коли закінчився день 12. Як Незнайко розмовляв із своєю совістю 13. Листочок і Буквочка 14. Незнайко читає газету й дізнається, де шукати Листочка 15. В зоопарку 16. Як Незнайко, Кнопочка й Пістрявенький зустрілися з Пегасиком і що з того вийшло | 1. Зустріч з Кубиком 2. В архітектурному комітеті 3. В театрі 4. Як Незнайко та його друзі зустрілися з інженером Клепкою 5. Незнайко та його супутники роблять екскурсію на фабрику одягу 6. Пригоди міліціонера Свистунчика 7. Совість знову непокоїть Незнайка 8. Як Незнайко захворів на шахову гарячку 9. Як знайшовся Свистунчик 10. Важливі події 11. Під владою вітрогонів 12. Відкриття професора Кузьки 13. Зустріч з давніми приятелями 14. Як Незнайко загубив чарівну паличку 15. Зустріч з чарівником 16. День рукавичок 17. Незнайко, Кнопочка й Пістрявенький стають сонячними братами |

## Особливості
На вулицях Сонячного міста було багато автомобілів, у тому числі незвичайних конструкцій: «автоконики» — транспортний засіб на зразок мопеда на чотирьох ніжках («їздили на них верхи, всунувши в стремена ноги й тримаючись руками за вуха. Замість очей у них були фари, тобто освітлювальні ліхтарі, а замість рота — сигнальна труба, щоб лякати зівак-пішоходів. На таких автокониках їздили по одному й по двоє — один спереду, другий — ззаду, але були й чотиримісні, тобто такі, в яких два коники з'єднувались попарно»), «спіралеходи» — машини з гвинтом або спіраллю замість коліс («ці машини досить неповороткі, до того ж, коли спіраль крутиться, їх заносить убік. А втім цих недоліків не мають спіралеходи, устатковані двома спіралями, що крутяться в різних напрямках. Завдяки цьому машину не заносить убік, і, крім того, вона значно оперативніша на поворотах, бо ж для того, щоб зробити поворот, досить пригальмувати з того боку, куди хочуть повернути, тим часом, як у машинах з однією спіраллю нема бокових гальм, і для того, щоб повернути, треба пригальмувати просто ногою об землю, а від цього дуже швидко зношуються черевики»), реактивні роликові «трубольоти» — автомобілі у вигляді труби з реактивним пальним на чотирьох роликах, а також гусеничні велосипеди і мотоцикли. Таксі в Сонячному місті були обладнані «ультразвуковим локаторним пристроєм», схожим на автопілот з «електронним запам'ятовуючим пристроєм» (тобто автоматичним навігатором) — це уможливлювало обходитися без водія у межах міста (поза містом мусили переходити на звичайне кермове управління).
Деякі будинки були незвичайних конструкцій. Один з типів мав вигляд «Вавилонської вежі», тобто поверхи його були розташовані уступами. Замість ліфта він мав ескалатори, а спускалися вниз по похилому спуску-гірці, сковзаючи на спеціальних килимках. Другий тип — обертові будинки, винайдені архітектором Вертиплященком. Вони обертались довкола власної осі протягом 1-4 годин, забезпечуючи рівномірне сонячне освітлення всім жильцям. Третій тип — у вигляді нагромадження кам'яних півкуль, у кожній з яких були напівкруглі вікна й двері, і навіть кімнати. Четвертий тип — ніби складені з безлічі бочок, поставлених одна на одну. Мандрівники побачили й повітряній будинок — «він висів у повітрі, причеплений до величезної повітряної кулі». Навіть пересування на нове місце звичайних будинків у Сонячному місті було звичайною справою.
Ранкове прибирання кімнат у готелі здійснював мініробот-пилосос під дивною назвою «Кібернетика».
Громадський транспорт теж відрізнявся підвищеним рівнем комфорту. Автобуси завдяки особливій конструкції автобусних шин та ресор рухалися так
плавно, що не відчувалося ніякого трясіння. Усередині автобуси були устатковані столиками біля кожного вікна, двомісними м'якими диванчиками обабіч столиків, телевізорами. На столиках лежала періодика, настільні ігри. Кондуктора в автобусі не було: зупинки оголошував гучномовець (для середини XX ст. і це було новинкою).
Повсюду, буквально «на кожному розі» стояли автомати з розповсюдження газованої води (безкоштовно, оскільки товарно-ринкових відносин у країні коротульок на Землі не знали).
Замість ліхтарів нічне освітлення вулиць забезпечували колони будинків і кузови автомобілів, покриті світними фарбами.
Побутові телевізори мали плоскі екрани, зображення і звук на які передавали по телевізійній мережі з кіностудій. Показ фільмів на такі само екрани в кінотеатрах здійснювався дистанційно, аналогічно сучасному цифровому кінематографу.

## Алюзії
- Сама назва казкового міста відсилає до «Міста Сонця» — утопії з однойменного філософського твору Томмазо Кампанелли.
- Рух вітрогонів може бути натяком на субкультуру «стиляг», розквіт якої припав на період роботи Носова над казкою.

## Ілюстрації українського видання
Ілюстрації української версії, що вийшла в 1978 році, виконали художники Кіра і Віктор Григор'єви. На обкладинці зображено Незнайка, Кнопочку і Бруднулю на автомобілі незвичайної конструкції. У самій книжці 10 картинок:
1. Незнайко біжить від Чарівника, після того як він подарував йому паличку
2. Незнайко, Кнопочка і Бруднуля їдуть на автомобілі по шпалах залізниці перед дедалі ближчим потягом
3. Мандрівники слухають розповідь Калачика про автоматичні комбайни
4. Незнайко перетворює Листочка на осла: голова у нього вже осляча, а ноги ще коротульчині
5. Незнайко й Бруднуля спантеличено спостерігають за пилососом «Кібернетика» у готелі
6. Будинок незвичайної конструкції — у формі дзбана.
7. Будинок на повітряній кулі
8. Осли-вітрогони знущаються з міліціонера Свистунчика: натягають поперек тротуару мотузку, о яку він спотикається
9. Незнайко, Кнопочка і Бруднуля перед кривим дзеркалом у Веселому містечку
10. Інженер Клепка падає з своєї машини: вітрогон вкрав з неї один з чобіт для стрибків.

Окрім того, існують чорно-білі й кольорові ілюстрації російськомовних видань, а також ілюстрації молдавського видавництва художниці Олени Ревуцької.